# لی اسلتر اورمن
لی اسلتر اورمن (به انگلیسی: Lee Slater Overman) سناتور سابق عضو حزب دموکرات ایالات متحده آمریکا بود. وی در سال ۱۹۰۳ تا ۱۹۳۰ میلادی سناتور ایالت کارولینای شمالی در سنای ایالات متحده آمریکا بود.